# Eclampsie
Eclampsie is het begin van aanvallen (convulsies) bij een vrouw met pre-eclampsie. Pre-eclampsie is een zwangerschapsaandoening waarbij sprake is van een hoge bloeddruk in combinatie met te grote hoeveelheden eiwit in de urine of een andere orgaanstoornis. De aandoening kan voor, tijdens of na de bevalling beginnen. De aanvallen zijn van het tonisch-klonische type en duren meestal ongeveer een minuut. Na de aanval is er meestal een toestand van verwarring of een coma. Tot de complicaties behoren: aspiratiepneumonie, hersenbloeding, nierfalen en hartstilstand. Pre-eclampsie en eclampsie zijn onderdeel van een grotere groep van aandoeningen met de naam hypertensieve zwangerschapsaandoeningen.

## Preventie en behandeling
Aanbevelingen voor preventie omvatten: aspirine voor wie een verhoogd risico loopt, calciumsupplementen in gebieden waar de calciumconsumptie laag is, en behandeling van een slechte bloeddruk met medicijnen. Lichaamsbeweging tijdens de zwangerschap kan ook nuttig zijn. Toediening van magnesiumsulfaat in de bloedvaten of de spieren heeft goede resultaten voor patiënten met eclampsie en is doorgaans veilig. Dit geldt zowel voor ontwikkelde als ontwikkelingslanden. Er kan ondersteuning voor de ademhaling nodig zijn. Andere behandelingen kunnen medicijnen voor de bloeddruk zoals hydralazine en een noodbevalling via de vagina of met een keizersnede.

## Verspreiding, prognose en historie
Er is sprake van pre-eclampsie bij ongeveer 5% van alle bevallingen en van eclampsie bij ongeveer 1,4% van de bevallingen. In de ontwikkelde landen zijn de aantallen ongeveer 1 per 2000 bevallingen, omdat de medische zorg er beter is. Hypertensieve zwangerschapsaandoeningen zijn een van de meest voorkomende oorzaken van sterfte tijdens de zwangerschap. In 2013 leidde dit tot 29.000 sterfgevallen, een daling ten opzichte van 37.000 in 1990. Ongeveer één procent van de vrouwen met eclampsie overlijdt. Het woord eclampsie is ontleend aan de Griekse term voor bliksem. De oudst bekende beschrijving van de aandoening is van Hippocrates in de 5e eeuw voor Christus.